# تيري جاكسون
تيري جاكسون (بالإنجليزية: Terry Jackson)‏ هو لاعب كرة قدم أمريكية أمريكي، ولد في 9 ديسمبر 1955 في شيرمان في الولايات المتحدة.